# Sara Gruen
Sara Gruen (ur. 1969 w Vancouver) – kanadyjsko-amerykańska pisarka i działaczka na rzecz praw zwierząt.

## Życiorys
Sara Gruen urodziła się i wychowała w Kanadzie w Kolumbii Brytyjskiej. Ukończyła studia na Uniwersytecie Carleton z dyplomem z literatury angielskiej.
Od 1999 roku mieszka w Stanach Zjednoczonych, ma obywatelstwo tego kraju. Jej twórczość skupia się głównie na zwierzętach. Jej dwie pierwsze powieści, Riding lessons i Flying changes dotyczą koni, trzecia Woda dla słoni stała się do tej pory jej największym sukcesem i w 2011 roku została zaadaptowana na film. Sara napisała jeszcze książkę Ape house skupiającą się na małpie bonobo. Mieszka w Karolinie Północnej z mężem, trzema synami i siedmioma zwierzętami.